# Зіґфрід Анна Меєровіц
Зіґфрід Анна Меєровіц (латис. Zigfrīds Anna Meierovics; 5 лютого 1887 — 22 серпня 1925) — латвійський державний діяч, перший міністр закордонних справ незалежної Латвійської Республіки, двічі прем'єр-міністр Латвії.

## Біографія

### Перші роки
Народився Зіґфрід Анна Меєровіц 1887 року в невеликому місті Дурбені (нині Дурбе) в сім'ї лікаря єврейського походження Хаїма Меєровіца і матері — латвійки за національністю. Своє друге ім'я він отримав на честь матері, яка померла при пологах. Після трагічної смерті дружини у батька Зіґфріда стався психічний розлад, через який він потрапив до лікарні, а маленького Зігфріда взяла на виховання тітка, яка проживала в Сабілі (тоді Сабельн), в сім'ї якої він ріс.
Навчання Зіґфрід Меєровіц розпочав у Тукумській міській гімназії, після закінчення якої він успішно вступив до престижного навчального закладу — Миронівського комерційного училища, розташованого у Ризі. Після закінчення цього навчального закладу Меєровіц вступив до Ризького політехнічного інституту. Будучи студентом, Зігфрід брав активну участь у діяльності низки національних організацій, яких стало особливо багато після революційних перипетій 1905—1907 років, що стало своєрідною реакцією на консервативну політику правлячих кіл Російської імперії відносно балтійського регіону. Інститут Меєровіц закінчив у 1911 році, отримавши звання кандидата комерційних наук першого ступеня. З настанням першої світової війни і наступним політичним хаосом Меєровіц вирушає до Російської імперії, де бере участь у діяльності комітету допомоги латиським біженцям разом з рядом відомих в латиському середовищі громадських діячів та представниками національної інтелігенції.

### Початок політичної кар'єри
З участю в Лютневій революції 1917 року розпочалася політична кар'єра Зіґфріда Меєровіца. Він незабаром очолив новий політичний рух, що одержав назву Латвійський селянський союз. Також він був одним із засновників політичної сили. Партія була заснована в квітні 1917 року в місті Валки, а до 1919 році її штаб перемістився в охоплену революційними пристрастями Ригу. Лідерами у цей період був Карліс Улманіс, Артур Альберінг, Хуго Целміньш та сам Меєровіц. Ця партія також відома тим, що фактично керувала діяльністю організації айзсаргів. У рамках цієї ж партії в 1933 році почала визрівати ідея державного перевороту, який наступного року був здійснений її керівником Карлісом Улманісом, але в підсумку диктатор розпустив партію після захоплення влади, і вона перестала існувати після 1934 року. Також Меєровіц входив до складу правління Відземської земельної ради, яка також з'явилася в 1917 році.

### Участь у боротьбі за незалежну Латвію
19 листопада 1918 року, після засідання Латвійської народної ради в будинку Ризького російського театру на перетині Миколаївського та Пушкінського бульварів, Зіґфріду Меєровіцу довіряють посаду міністра закордонних справ новопроголошеної республіки, однак тоді ще це державне утворення не мало реальної влади і практично не користувалася підтримкою населення. В цьому Тимчасовому національному уряді, створеному в ході зборів представників латиської інтелігенції (до складу кабінету міністрів, головою якого був обраний Ульманіс, входили, зокрема, Мікеліс Вальтерс, Яніс Голдманис, Яніс Залітіс, Я. Блумбергс, С. Паегле, Д. Рудзітіс). Зіґфрід Меєровіц опікувався налагодженням міжнародних контактів. Хоча, спочатку, представники урядів держав Антанти (генерал Гоф, адмірал Сінклер) і Німеччини (уповноважений представник Німеччини в балтійському регіоні Август Вінніг) прагнули співпрацювати із самопроголошеним урядом республіки. Від так, Вінніг волів спілкуватись безпосередньо з головою Ради міністрів Улманісом та його заступниками Рудзітісом та Залітісом. Тому, зовнішньополітичне відомство Латвії на початковому етапі виконувало формальну функцію.

### Дипломатична діяльність
Через напружену внутрішньополітичну ситуацію в Латвії в умовах діяльності проголошеної республіки та боротьби з більшовицьким рухом Меєровіц вирушив до Парижа. Перед ним (і його помічником Янісом Сесксом) стояло завдання домогтися визнання незалежного уряду Латвії, а 23 листопада 1918 року до них приєднався Яніс Чаксте, президент республіки, відносно нейтральна політична фігура. Утрьох вони зайнялися зондуванням дипломатичної грунту у Франції. Ще однією проблемою був пошук донорів серед держав Антанти для організації військового опору поширенню більшовицьких ідей в регіоні: «…на більшовицькому фронті ми не в змозі почати наступ, поки не отримаємо зброї і грошей. Добре ще, що ми в стані оборонятися».
До початку 1919 року уряд, вимушений переховуватися в Лієпаї, бо в Ризі — столиці республіки Латвії на початку січня була проголошена радянська влада. В екзилі латвійський уряд фактично складався з трьох членів — Залітіса (військового міністра), Валтерса (глави МВС) і Германовскіса (міністра зайнятості та пошти), які справно проводили і, головне, відвідували засідання, а завдяки дипломатичним зусиллям Зіґфріда Меєровіца Латвія отримала визнання de facto від чотирьох держав світу: Німеччини, Великої Британії, а також Японії та Гаїті.

### Роль у подіях 1919 року
Першу половину 1919 року Зіґфрід Меєровіц провів у Парижі, де на Паризькій мирній конференції намагався добитися міжнародного визнання Латвійської Республіки. Таким чином він уникнув долі інших членів кабінету Улманіса, які через спроби перевороту, розпочатого фон дер Гольцем 16 квітня, були змушені переховуватися на пароплаві «Саратов» під охороною флоту країн Антанти. В результаті перевороту на території, не зайнятої більшовицькими силами, встановилося двовладдя, бо у травні створили пронімецько орієнтований уряд письменника, історика і священнослужителя Андрієвса Нієдри. Після провалу походу Бермондта та фон дер Ґольца на Ригу й остаточного проголошення незалежної Латвії, Меєровіц обійняв посаду голови міністерства закордонних справ.

### Післявоєнний демарш
Після відходу армії Павла Бермондта, яка складалася, головним чином, з німецьких солдат і офіцерів, 19 листопада 1919 року Меєровіц у надісланій німецькому уряду до Берліна телеграмі, розповів про примус командувача німецькими військами в Курляндії Матіаса фон Ебергарду (фактичного наступника фон дер Гольца) до негайного укладення «вічного миру» і виведення німецького військового контингенту з території суверенної держави, на що німецький уряд відповів, що він «… у згоді з комісією Антанти визнає пропозицію генерала Ебергарда про перемир'я».
Після отримання такого запевнення Меєровіц здійснив, на перший погляд, несподіваний, але політично цілком прогнозований демарш: 25 листопада 1919 року він заявив про офіційне припинення дипломатичних відносин з Німеччиною, а на засіданні уряду в його виступі прозвучало висловлювання, що відтепер Латвія перебуває в стані війни з Німеччиною. Після акту оголошення війни всі німецькі громадяни, що проживали на території Латвії, піддалися перереєстрації, після чого їм було заборонено змінювати своє місце проживання під загрозою інтернування в концтабори. Справа в тому, що подібний документ про війну, складений Зіґфрідом Меєровіцем, був необхідний урядові Латвії для виправдання претензій про відшкодування за насильницьке вторгнення до країни в 1915 році, захоплення Риги 21 серпня 1917 року і відновлення "окупаційного режиму 22 травня 1919 року.

### Подальша дипломатична діяльність
Часто йому ставлять в заслугу те, що ще до скликання Установчих зборів у травні 1920 року йому вдалося домогтися офіційного визнання Великою Британією державного суверенітету Латвійської Республіки. Він же підготував договір від 11 серпня 1920 року з Радянською Росією. 26 січня 1921 року Меєровіц багато робив для визнання Латвії також Францією, Італією, Японією та Бельгією — це визнання було остаточним і беззаперечним.
У червні 1921 року Меєровіц був призначений головою кабінету міністрів, і на цій посаді йому вдалося протриматися до січня 1923 року, коли він передав свою посаду Янісу Паулюксу. З червня 1923 по січень 1924 року він також головував у Кабінеті міністрів. Зіґфрід Меєровіц входив до складу Народної ради, Установчих зборів і першого Сейму Латвійської Республіки.

## Родина та особисте життя
28 вересня 1910 року Зіґфрід Меєровіц одружився з Анною Філгольд, з якою він мав трьох дітей, двох хлопців та дівчинку: Гельмут (1914—1998), Рута (1916—1999, прізвище Косе у шлюбі) та Гунар (1920—2007). 18 лютого 1924 року вони офіційно розлучилися, а 7 червня того ж року він одружився з Крістіною Бакман.

## Обставини смерті
22 серпня 1925 року Зіґфрід Меєровіц загинув в автомобільній катастрофі неподалік від Тукумса. За словами його сина Гунарса, батько сів до автомобіля марки «Мерседес» і вирушив провідати свою дружину Христину, яка перебувала на лікуванні від туберкульозу в санаторії на Ризькому узмор'ї. За кермом перебував водій його дружини Калніньш. Несподівано Меєровіцу захотілося відвідати своїх дітей від першого шлюбу, які мешкали з матір'ю у Семській волості Тукумського району, і він умовив водія звернути на другорядну дорогу, яку нещодавно відремонтували, але ще не увели в експлуатацію. За 4 кілометри від хутора «Друки» машина підібрала дружину Меєровіца Анну і трьох дітей — Хельмута, Риту і Гунара, а також сина сусідів по хутору. Вони сіли в автомобіль до Меєровіца і всі разом рушили далі.
У пресі після трагедії було відзначено, що швидкість машини не перевищувала 15 кілометрів на годину, до того ж Зіґфрід Меєровіц кілька разів просив водія їхати повільніше. Незабаром їх шляху зупинила велика яма, яку Калніньш спробував об'їхати, але безуспішно, і автомобіль після того як наїхав на насип, перекинувся і потім скотився у кювет. Всім членам родини, а також шоферові і сусідському хлопчикові вдалося вистрибнути на ходу з машини, лише Меєровіц залишився всередині. Після того, як всі вибралися, шофер знайшов у машині його бездиханне тіло.

## Увічнення пам'яті
Зіґфріда Меєровіца поховали у Ризі на Лісовому кладовищі.
У 1927 році на місці його загибелі відкритий пам'ятний знак, на церемонії був присутній Карліс Улманіс.
21 січня 1929 року Бастіонний бульвар був перейменований на бульвар Меєровіца. У радянський час пам'ятний знак було демонтовано, а бульвару присвоєно назву Падомью («Радянський»), однак у 1989 році представники Народного фронту поставили знак на місце, в 1991 році бульвар отримав назву «Бастея» («Бастіонний»), а в 2009 році він був знову перейменовано на честь Зіґфріда Меєровіца.

## Міфи, пов'язані з загибеллю Меєровіца
ЗМІ довго обговорювали незрозумілі обставини загибелі Зіґфріда Меєровіца, яку нібито у січні 1925 році передбачив легендарний латвійський віщун Ейжен Фінк (він також здійснив пророцтво депортації в Сибір дружині латвійського видавця і підприємця Антона Беньяміна Емілії). Також існує версія «кари Господньої». Справа в тому, що саме Меєровіц пролобіював рішення про знесення православної каплиці Олександра Невського, побудованої на площі перед Двінським вокзалом у Ризі на честь чудесного порятунку імператорської родини Олександра Третього під час катастрофи поїзда біля Гірок. Сама православна каплиця Олександра Невського в Ризі була споруджена в 1889 році. Знесення каплички відбулося в липні 1925 року, за місяць до фатальної для Меєровіца автокатастрофи.